# マチャラ
マチャラ（西: Machala）は、エクアドル南西部の都市。グアヤキル湾に面する肥沃な低地に築かれた、エル・オロ県の県都である。2008年の推計では42万6901人が暮らしており、国内第四の人口を有する。「バナナのメッカ」と称される。
街の中心部には大きなカトリック教会がそびえ、中央広場が広がる。広場は2000年代初頭に造成されたもので、大きな噴水を有する。ホテルも多数ある。中央広場から1マイルほどいったラス・ブリアス地区は10代の若者に人気がある。
大学はマチャラ技術大学とサン・アントニオ・デ・マチャラ工科大学（UTSAM）の2校がある。多くの私立校があるが、公立高校は1校しかない。
小規模な空港（IATAコード：MCH）があり、かつてはTAME航空がグアヤキル便やキト便を飛ばしていたが、近年民間便は就航していない。

## 気候
ケッペンの気候区分ではステップ気候であり、気温と比較して降水量は少なく乾燥している。雨は夏に当たる1月から4月に集中して降る。5月から12月は雨が少なく、気温も若干下がる。
| マチャラの気候         | マチャラの気候 | マチャラの気候 | マチャラの気候 | マチャラの気候 | マチャラの気候 | マチャラの気候 | マチャラの気候 | マチャラの気候 | マチャラの気候 | マチャラの気候 | マチャラの気候 | マチャラの気候 | マチャラの気候 |
| 月                     | 1月            | 2月            | 3月            | 4月            | 5月            | 6月            | 7月            | 8月            | 9月            | 10月           | 11月           | 12月           | 年             |
| ---------------------- | -------------- | -------------- | -------------- | -------------- | -------------- | -------------- | -------------- | -------------- | -------------- | -------------- | -------------- | -------------- | -------------- |
| 平均最高気温 °C （°F） | 30.4 (86.7)    | 30.9 (87.6)    | 31.0 (87.8)    | 31.1 (88)      | 29.8 (85.6)    | 27.8 (82)      | 27.0 (80.6)    | 26.6 (79.9)    | 27.0 (80.6)    | 26.9 (80.4)    | 28.0 (82.4)    | 29.7 (85.5)    | 28.85 (83.93)  |
| 平均最低気温 °C （°F） | 22.6 (72.7)    | 22.8 (73)      | 22.9 (73.2)    | 23.1 (73.6)    | 22.7 (72.9)    | 21.5 (70.7)    | 20.8 (69.4)    | 20.1 (68.2)    | 20.2 (68.4)    | 20.7 (69.3)    | 21.0 (69.8)    | 21.8 (71.2)    | 21.68 (71.03)  |
| 雨量 mm （inch）       | 71 (2.8)       | 111 (4.37)     | 116 (4.57)     | 69 (2.72)      | 24 (0.94)      | 14 (0.55)      | 12 (0.47)      | 11 (0.43)      | 11 (0.43)      | 16 (0.63)      | 13 (0.51)      | 21 (0.83)      | 489 (19.25)    |
| 出典：Climate Data     |                |                |                |                |                |                |                |                |                |                |                |                |                |

## 経済
郊外で生産されるバナナ、コーヒー豆、ココア豆などの農産物がマチャラで取引される。とりわけバナナの輸出は地元経済にとって大きな柱となっており、プエルト・ボリバル地区から主に北アメリカに輸出される。
ペルーとグアヤキルの間に位置する交通の要衝でもあり、多くの旅行者が通る。太平洋に面しておりビーチもあるが、観光地としてはあまり知られていない。2007年には近郊に映画館を併設した初のショッピングモールがオープンした。

## 出身者
- ガブリエル・アチリエル - サッカー選手